# Coldrain
Coldrain, oftast skrivet coldrain,（japanska: コールドレイン） är ett japanskt rockband grundat år 2007, i Nagoya. Bandets medlemmar är Masato (sång), RxYxO (bas), Y.K.C (gitarr), Katsuma (trummor) och Sugi (gitarr). Bandets musik har oftast beskrivits som post-hardcore, alternativ rock, alternativ metal, screamo, hårdrock, punkrock, nu metal och poppunk. Det har fått kritiker att jämföra bandet med bland annat My Chemical Romance, Pay money To my Pain, A Day To Remember, Bullet For My Valentine, Asking Alexandria och Destroy Rebuild Until God Shows. Sångaren Masato själv har konstaterat att hans största förebilder som sångare och låtskrivare är Incubus och Linkin Park. Då Masato är halvamerikan är alla bandets låtar skrivna på engelska. 

## Medlemmar
Nuvarande medlemmar
- Masato (Masato David Hayakawa) – sång
- Y.K.C. (Ryo Yokochi) – sologitarr
- Sugi (Kazuya Sugiyama) – rytmgitarr, bakgrundssång
- RxYxO (Ryo Shimizu) – basgitarr, bakgrundssång
- Katsuma (Katsuma Minatani) – trummor

## Diskografí
Studioalbum
- Final Destination (2009)
- The Enemy Inside (2011)
- The Revelation (2013)
- Vena (2015)
- Fateless (2017)
- The Side Effects (2019)
- Nonnegative (2022)

Livealbum
- Three Days of Adrenaline (2011)
- Evolve (2014)
- 20180206 Live at Budokan (2018)

EP
- Nothing Lasts Forever (2010)
- Through Clarity (2012)
- Until the End (2014)
- Vena Chapter II (2016)
- Paradise (Kill The Silence) (2021)

Singlar
- "Fiction" (2008)
- "8AM" (2009)
- "Just Tonight" (2009)